# 葛军
葛军（1964年10月21日—），江苏如东人，南京师范大学数学与计算机科学学院教授、硕士生导师。2004年、2007年、2008年、2010年参与普通高等学校招生全国统一考试江苏卷数学科命题，其中2010年江苏高考数学试题区分度较大、难度较高，引起学生强烈反响，被网友称为“数学帝”，甚至媒体也使用该称号。2012年11月16日就任南京师范大学附属中学校长。

## 高考命题
葛军参与了2004年、2007年、2008年、2010年江苏卷数学学科的命题工作。2010年高考时，部分监考教师、学生、家长认为2010年难度超过2003年，实际上这年平均分为83分（满分160分）。考后网民戏称其秒杀江苏省52万考生。
公众普遍认为，葛军的存在导致了试卷难度偏高。但在2015年6月時，葛军於訪談中称命题组采用组长负责制；自己是副组长，对于试卷难度的控制，自己只有建议权，没有最终决定权。他也表示自己再也不想参与高考命题。
曾有傳聞称，葛军参与了2003年江苏高考数学试卷命题。事实上，2003年高考试卷为全国统一命题；2004年起，江苏才开始自主命题。有传言称，参与了2003年-2015年江苏数学命题工作，但其本人称，他只参与2004年、2007年、2008年、2010年四年的命题工作。
自从2010年，中国大陆各地高考出现较难的数学试卷时，就有人对命题人进行“人肉搜索”，认为试卷由葛军所出。他曾被认为参与2011年广东高考命题，后广东省教育考试院否认了此传言。据《现代快报》报道，葛军本人声称未参加2011年江苏或广东的高考命题工作；被认为参与2013年安徽高考命题等。葛军表示，凡是独立命题的省市，一般不会外聘其他省份的老师参与高考命题工作。
对葛军的评价主要来自其所出的高考试卷，褒贬不一。例如有专家认为此试题有创新、有区分度，也有很多学生、家长表示不满。而江苏数学高考试卷阅卷组专家涂荣豹教授认为，2010年数学试卷对于知识点的覆盖较宽，符合了考试说明的要求，该试卷有很多创新之处，体现了对考生的能力的考察，与培养创新人才的目标相符。

## 学术领域
葛军为中国数学奥林匹克高级教练、江苏省高校师资培训中心副主任、江苏省中小学科技教育协会常务理事、江苏省中学数学教学研究会副理事长、南京数学学会秘书长，曾经任南京师范大学附属实验学校校长、江苏省数学会普及委员会副主任，目前为南京师范大学教师教育学院副院长。其研究方向主要为：数学哲学、数学思想方法论、数学教学论、数学课程论、数学教育评价、教育数学（现代数学基本理论、思想方法；初等数学、竞赛数学）、数学解题 、数学传播等。